# Roger Norrington
Roger Norrington   (Oxford, 16 de març de 1934 - Devon, 18 de juliol de 2025) va ser un director d'orquestra anglès.

## Biografia
Norrington va estudiar al Royal Conservatory of Music de Toronto, la Dragon School, d'Oxford, Westminster School, Clare College a Cambridge i ql Royal College of Music amb Adrian Boult, entre d'altres. Norrington va tocar el violí, va treballar com a tenor fins a la dècada de 1960 i el 1962 va fundar el Cor Schütz (més tard el Schütz Choir de Londres). De 1969 a 1984 va ser director musical de l'Òpera de Kent. El 1978 va fundar els London Classical Players i hi va romandre de director musical fins al 1997. De 1985 a 1989 va ser director principal de la Bournemouth Sinfonietta. També va ser president de l'Oxford Bach Choir. A Nova York, entre 1990 i 1994, va ser director musical de l'Orchestra of St. Luke's, una orquestra de cambra.
Amb la seva esposa, la coreògrafa Kay Lawrence, va formar el 1984 l'Early Opera Project per a complementar el repertori concertant amb òpera en execució amb instruments originals, en començar amb L'Orfeo de Claudio Monteverdi, al Maggio Musicale Fiorentino d'aquest any, i amb què va fer un gir a la Gran Bretanya el 1986.

## De Salzburg a Stuttgart
A Europa, va ser director principal de la Camerata Salzburg entre 1997 i 2006 i director titular de la Radio-Sinfonieorchester Stuttgart (Orquestra simfònica de Ràdio de Stuttgart) des de 1998 fins a 2011. El 28 de juliol de 2016 va dirigir el concert final d'aquesta orquestra a Londres al Royal Albert Hall com a part de The Proms, abans de la fusió amb la SWR Sinfonieorchester Baden-Baden und Freiburg.

## Altres activitats: Boston, Bremen, Zuric
Va ser assessor artístic de la Boston Handel and Haydn Society des del 2006 fins al 2009. Va ser el principal director convidat de l'Orchestre de chambre de Paris i de la Deutsche Kammerphilharmonie de Bremen. Va ser director principal de l'Orquestra de Cambra de Zuric de 2011 a 2016. Ha dirigit més de 50 estrenes mundials i ha aparegut regularment amb la Filharmònica de Berlín, la Filharmònica de Viena i les principals orquestres de tot el món.
Norrington és més conegut per interpretacions històriques de música barroca, clàssica i romàntica. És membre del moviment d'interpretació historicista. Norrington ha defensat una utilització limitada o nul·la del vibrato en actuacions orquestrals, el que li ha donat reconeixement i crítica. Ha seguit estrictament les marques originals de Beethoven en les seves simfonies, malgrat el comentari crític que aquestes marques haurien sigut «mal calculades». Ha realitzat enregistraments de Haydn, Mozart, Beethoven, Schubert, Berlioz, Brahms, Txaikovski, Dvorak, Bruckner i Mahler amb instruments històric i amb instruments moderns. En particular, Norrington fa un ús molt escàs del vibrato, sovint usa tempos molt ràpids i varia la posició dels instruments a l'escenari. Especialment amb l'Orquestra de Stuttgart, Norrington ha desenvolupat un so molt individual, que anomenat Stuttgart Sound per la premsa. Això refereix a la síntesi d'execució historicista mitjançant una orquestra moderna i flexible. Els cicles simfònics que Norrington va interpretar els darrers anys amb l'Orquestra de Stuttgart han rebut el reconeixement mundial. No obstant això, l'estil d'execució de Norrington sense vibrato també va rebre crítiques d'altres músics. El violista del Quartet Melos, Hermann Voss, el 2005 va dibuixar dues caricatures amargues a les quals va afegir: «Excepte al Stuttgart Feuilleton, el New Stuttgart Style no troba més que menyspreu i escarn».

## TV
L'agost del 2008, Norrington va aparèixer a la sèrie de telerealitat i concurs de talents, «Maestro» de la cadena BBC Two, com cap del jurat. Va dirigir la Primera Nit dels Proms el 2006 i la Last Night of The Proms el 13 de setembre de 2008.

## Vida privada
Norrington s'ha casat dues vegades. Amb Kay Lawrence, té un fill, Tom.

## Premis i distincions
Va ser nomenat OBE (Orde de l'Imperi Britànic), el 1980, CBE el 1990 i Knight Bachelor (Orde de Cavalleria Britànic) el 1997. És patró de l'Opera Clàssica de Bampton i l'Orquestra de St Paul's. És membre honorari del Clare College de Cambridge i té títols honoraris de les universitats de York i Kent i un doctorat honoris causa del Royal College of Music.